# 沼名前神社

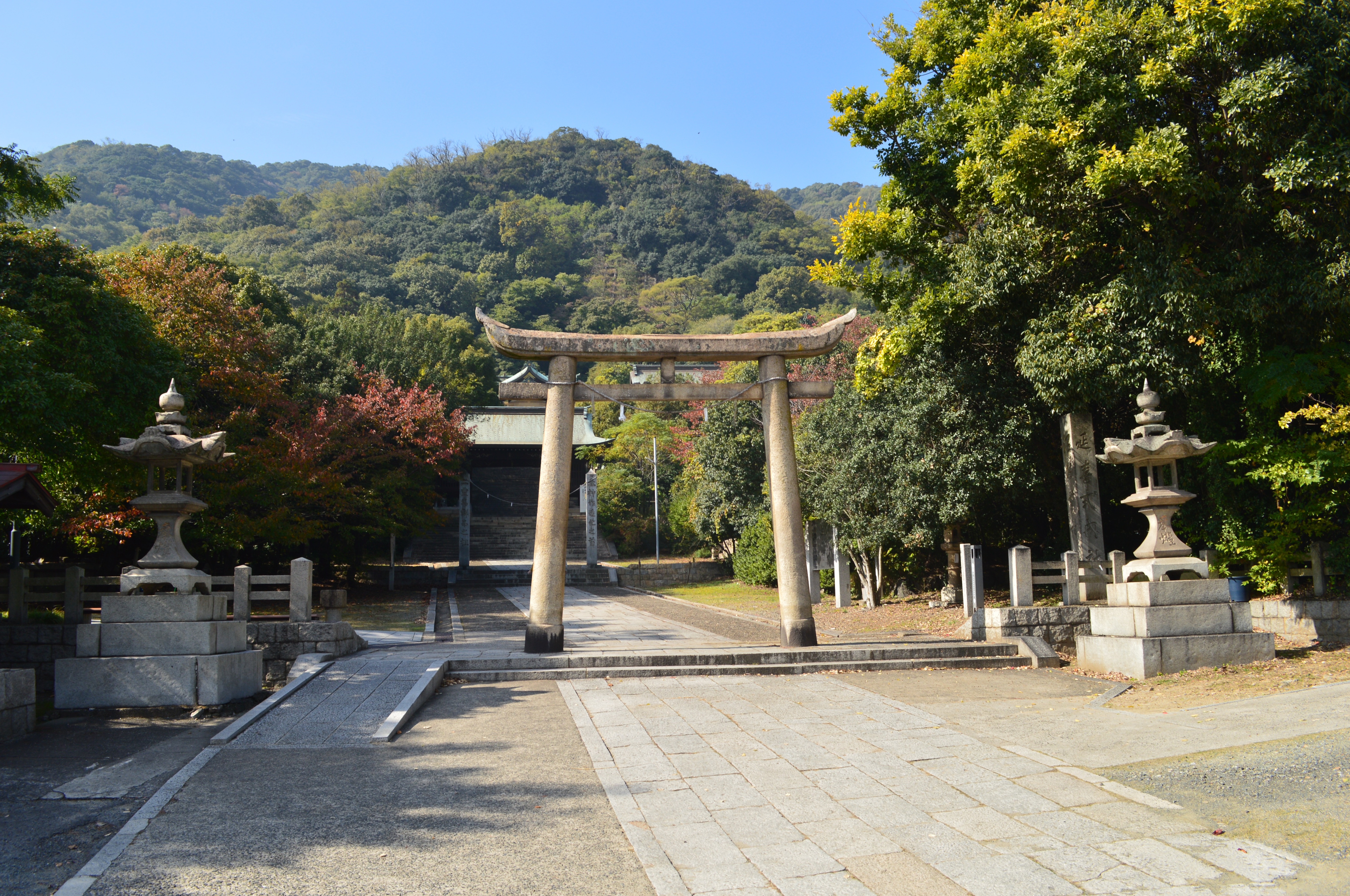
第二鳥居（広島県指定文化財）

沼名前神社（ぬなくまじんじゃ）は、広島県福山市鞆町後地にある神社。式内社、旧社格は国幣小社で、現在は神社本庁の別表神社。
「鞆祇園宮（ともぎおんぐう）」の別称とともに、「祇園さん」「おぎょんさん」の通称がある。

## 祭神
祭神は次の2柱。
主祭神
- 大綿津見命（おおわたつみのみこと） - 旧渡守神社祭神。

相殿神
- 須佐之男命（すさのおのみこと） - 旧鞆祇園宮祭神。

## 歴史
現在の沼名前神社は、明治に渡守神社（わたすじんじゃ）・鞆祇園宮（ともぎおんぐう）を合祀し、『延喜式』神名帳の記載にならって「沼名前神社」と改称したものである。神社側では、渡守神社が『延喜式』神名帳所載の式内社で、同社が現在に至るとしている。現在の祭神2柱（大綿津見命・須佐之男命）は、それまでの各社の祭神である。

### 渡守神社

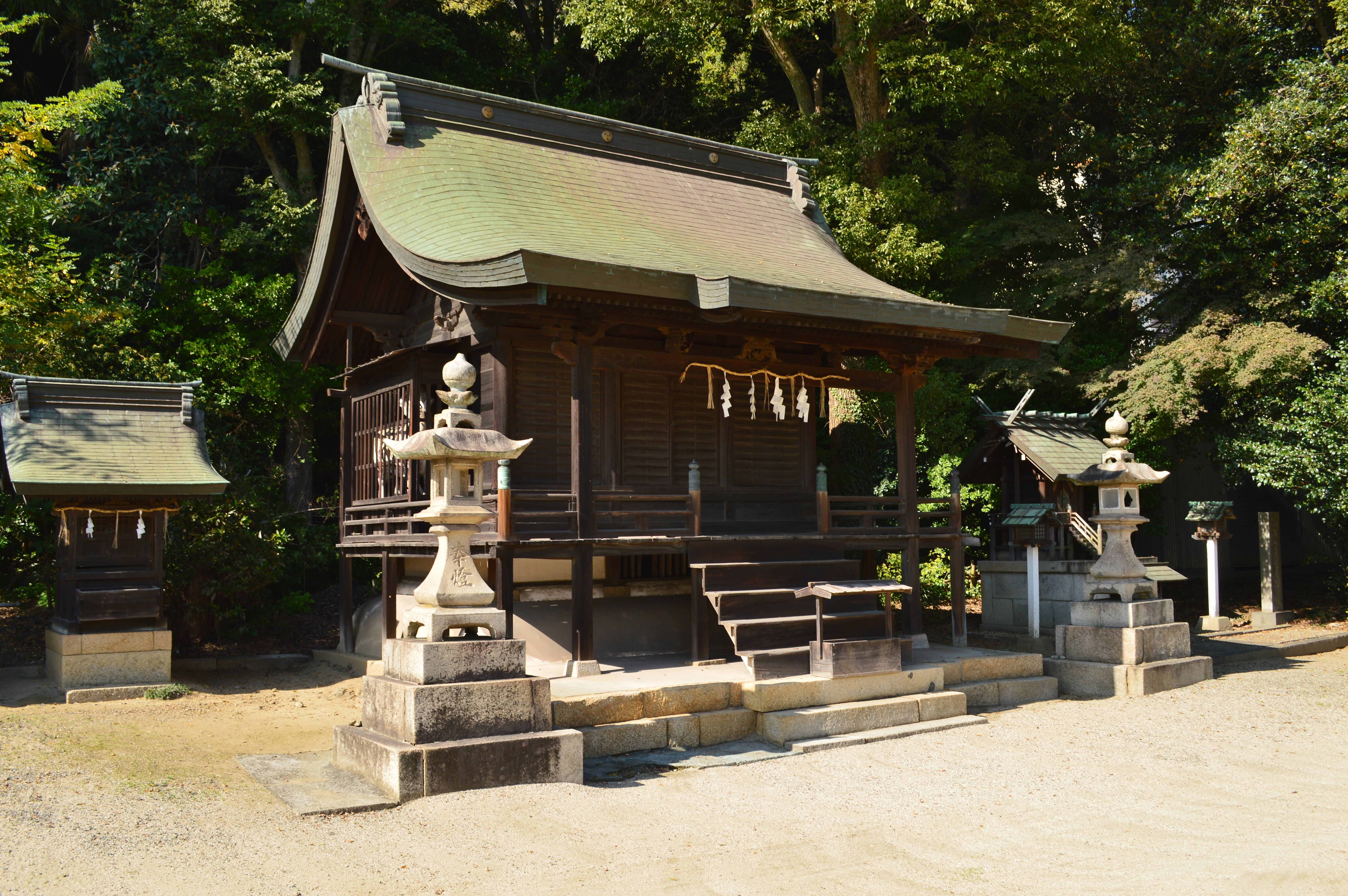
渡守社本殿奉斎以前の旧社殿。

社伝では渡守神社（現・沼名前神社）の創建に関して、第14代仲哀天皇2年に神功皇后が西国に向かった際、当地の霊石に綿津見命を祀り海路安全を祈ったことに始まるという。そして帰途に際し、綿津見命の前に「稜威の高鞆（いづのたかとも。鞆は弓具の1つ）」を奉じたことから、「鞆」の地名が起こったともいう。
平安時代中期の『延喜式』神名帳では備後国沼隈郡に「沼名前神社」として式内社の記載がある。同帳では読みは「ヌナサキ」「ヌナクマ」の2説がある。その後、この式内社は所在不明となっていた。近世以後の考証で現在は渡守神社に比定されているが、鞆にあるのか自体も明らかとなってはいない。
近世には、渡守神社は猿田彦神・船魂命（船玉命）を祭神としていたという。元は後地平村もしくは鞆の関町にあったともいわれ、慶長年間（1596年-1615年）に祇園社の境内社として現在地に遷座したと伝えられる。明暦年間（1655年-1658年）には、藩主水野勝貞によって社殿が再建された。

### 鞆祇園宮
神社側は、鞆祇園宮の創建については不詳であるとしている。天長年間（824年-834年）の創建とも、保元年間（1156年-1159年）の勧請によるとも伝えられる。
祭神は、現在同様素盞鳴命（須佐之男命）であった。元は鞆の関町に鎮座していたが、慶長4年（1599年）の火災で焼失し、現在地に遷座したという。
この鞆祇園宮を『備後国風土記』逸文に見える「疫隅国社（えのくまのくにつやしろ）」にあてる説もある。当社は鞆の産土神として崇敬され、福山藩主からも多くの寄進を受け、社地も有していた。

### 近世以後の両社
近世以降の両社の経緯は次の通り。
- 江戸時代、当地には鞆祇園宮が鎮座、その境内社に渡守神社。
- 明治元年（1868年）、鞆祇園宮は「素盞鳴神社」と改称。
- 明治4年（1871年）、この素盞鳴神社をもって式内社とし、「沼名前神社」と改称、近代社格制度において国幣小社に列格。
- 1875年（明治8年）5月、渡守神社をもって式内社とすると改める。
- 1876年（明治9年）7月、渡守神社の神霊を本殿に奉斎、祇園神は相殿に改める（主従逆転）。渡守社祭神の船玉命は、大綿津見命と改められた。

## 境内

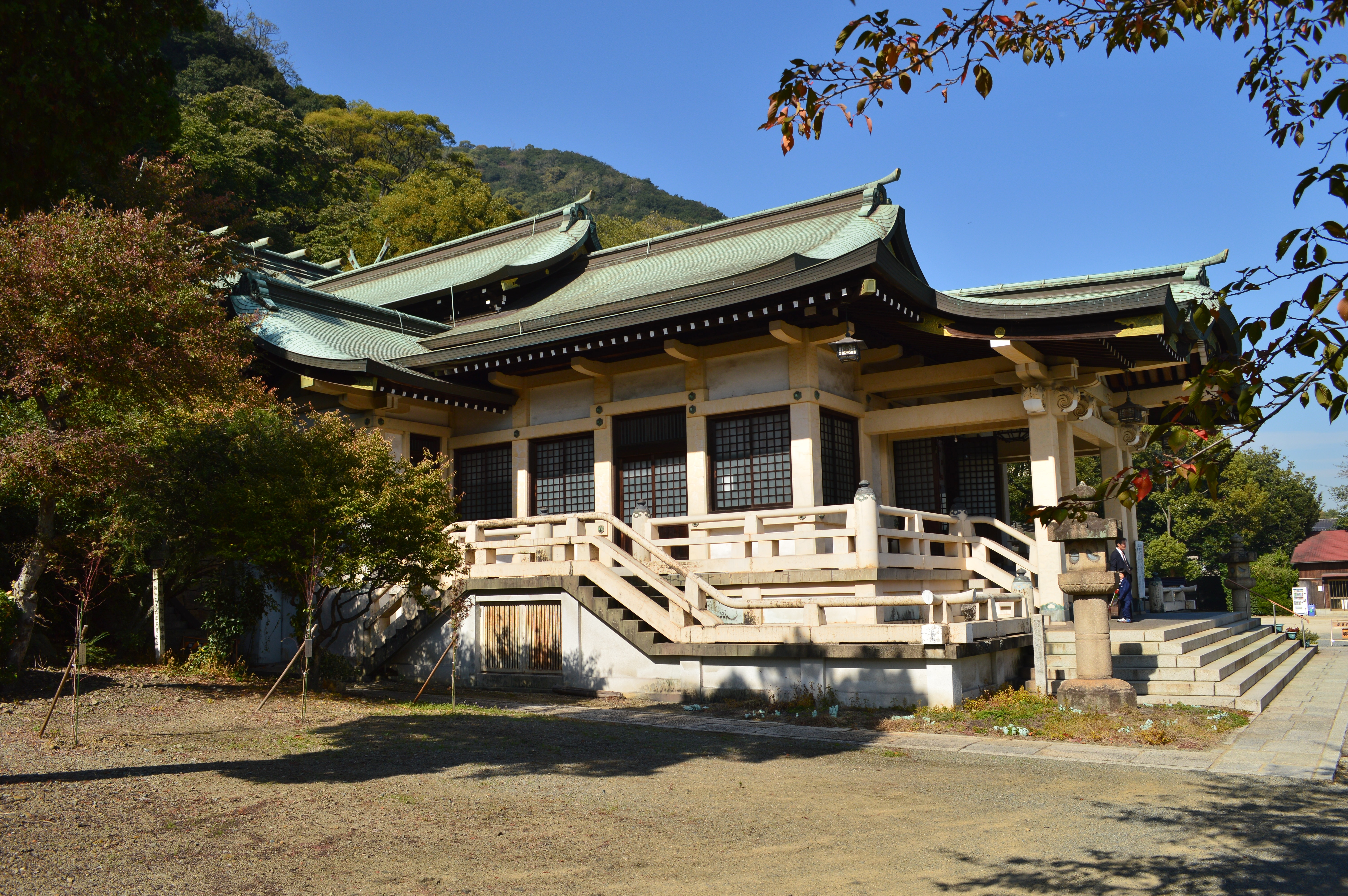
社殿

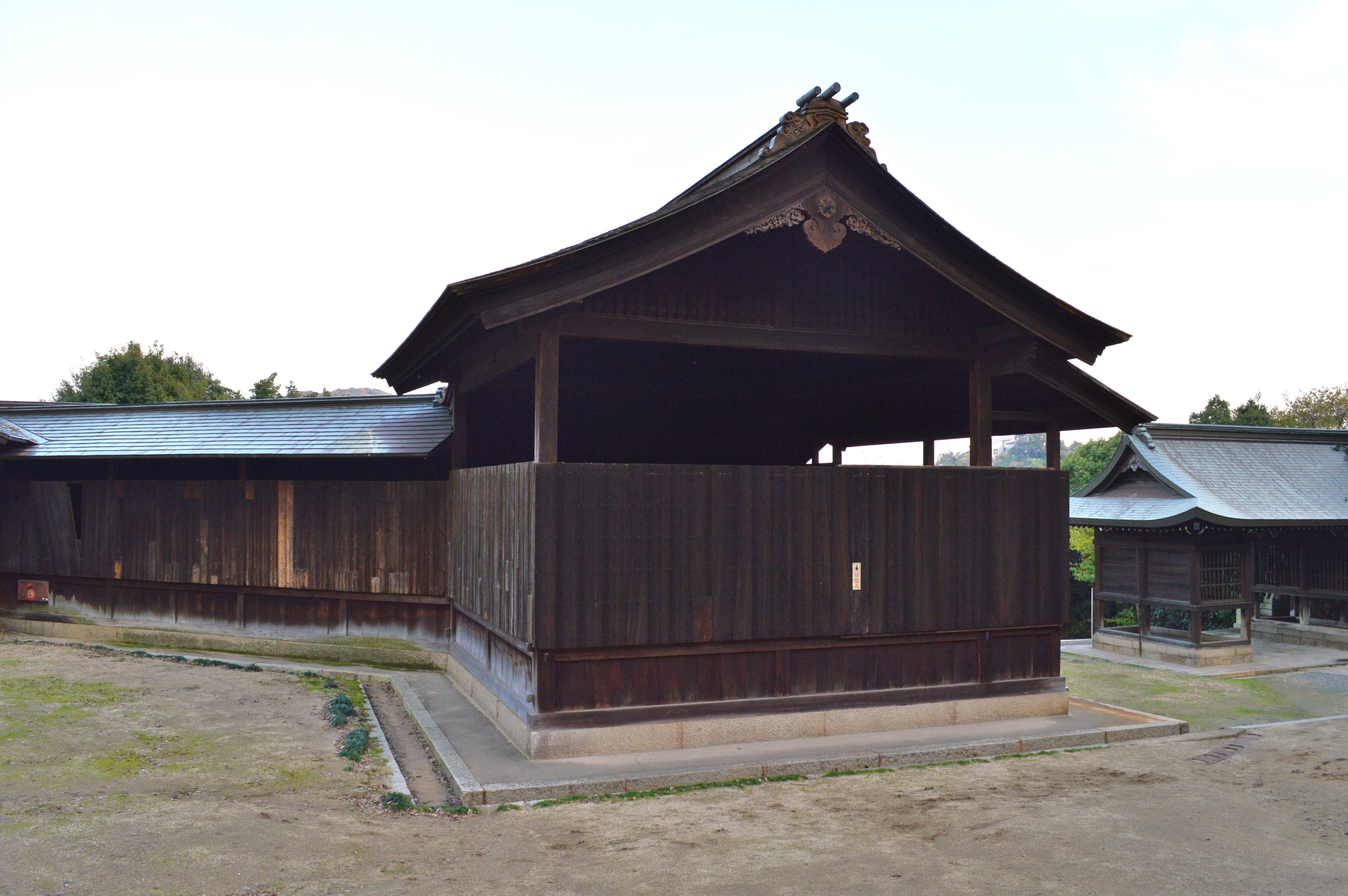
能舞台（国の重要文化財）

社殿前に建てられている石燈籠は、江戸時代の慶安4年（1651年）に福山藩3代藩主の水野勝貞から寄進されたものである。総高3.24メートル。六角形の台座の上に、直径47.4センチメートルの竿石、さらに中台・火袋・笠石・宝珠が置かれる大形なものである。近世初頭の社前献灯としては標本的な燈籠であるとして、福山市指定重要文化財に指定されている。
境内の八幡神社隣には、20個の力石がある。これらは全て花崗岩製で、楕円状、重さは230キログラムから118キログラムである。各石には銘があり、うち制作年代がわかる5個は天保15年（1844年）から安政5年（1858年）である。鞆は海運の町であり、祭礼の場で力を競い奉納したものとされる。これらの力石は、近在の住吉神社の3個とともに「鞆ノ津の力石」として福山市指定有形民俗文化財に指定されている。
また本社社殿の一段下には、桃山時代の能舞台が建てられている。舞台の構造は桁行一間、梁間一間、一重、切妻造、妻入、柿葺。元は伏見城内にあって豊臣秀吉も愛用したという組立式の舞台であり、福山藩初代藩主の水野勝成が現在の福山城伏見櫓等とともに2代将軍・徳川秀忠から拝領し、福山城に移設したという。万治年間（1658年-1660年）、3代藩主の水野勝貞が当社に寄進したのち、元文3年（1738年）に現在見られる固定式に改められた。組立式の様式は随所に見られ、各部材には番号・符号が振られており、戦場にも持ち運べるものであるとされる。正面の鏡板に描かれる松と竹は、当初よりの絵である。ただし、現在見られる橋掛り・楽屋等は当時の建物ではない。この能舞台は、桃山時代の特徴を持つ貴重なものであるとして、国の重要文化財に指定されている。
境内最下段に建てられている第二鳥居（二の鳥居）は、江戸時代の寛永2年（1625年）に水野勝重（のちの2代藩主水野勝俊）が長子（のちの3代藩主水野勝貞）の誕生に際して、この健康を願い寄進したものである。形式は一般に見られる明神鳥居であるが、笠木の先端は丸味を付けて反り上がっており、さらに鳥衾（とりぶすま）が載せられた独特なものである。先端を反り上げるのは「肥前鳥居」によく見られる形式であり、鳥居の柱にある「大工 肥前之住人中島弥兵衛」の銘との関係が指摘される。この鳥居は広島県指定重要文化財に指定されている。

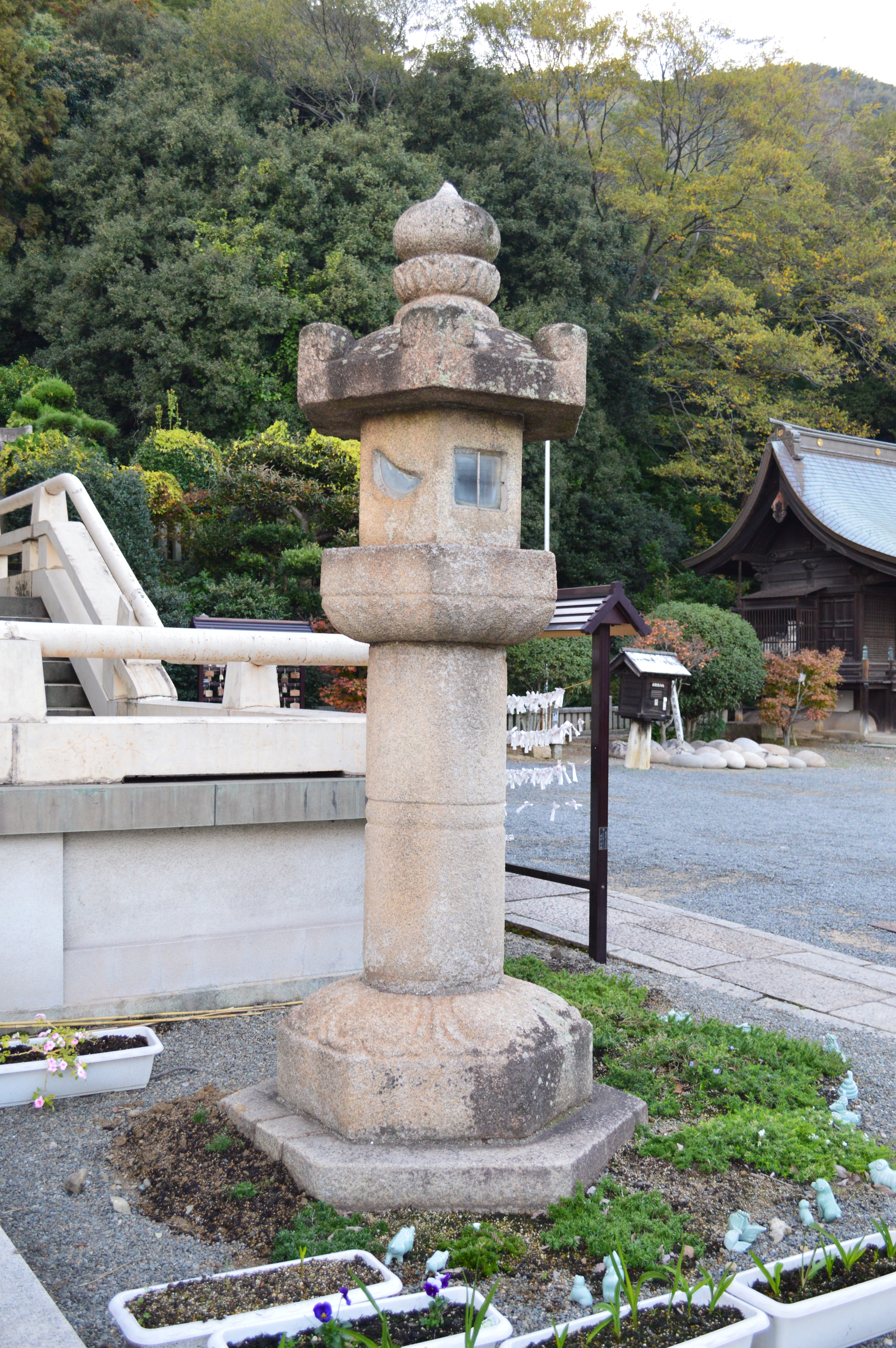
石燈籠（本殿向かって右、福山市指定文化財）
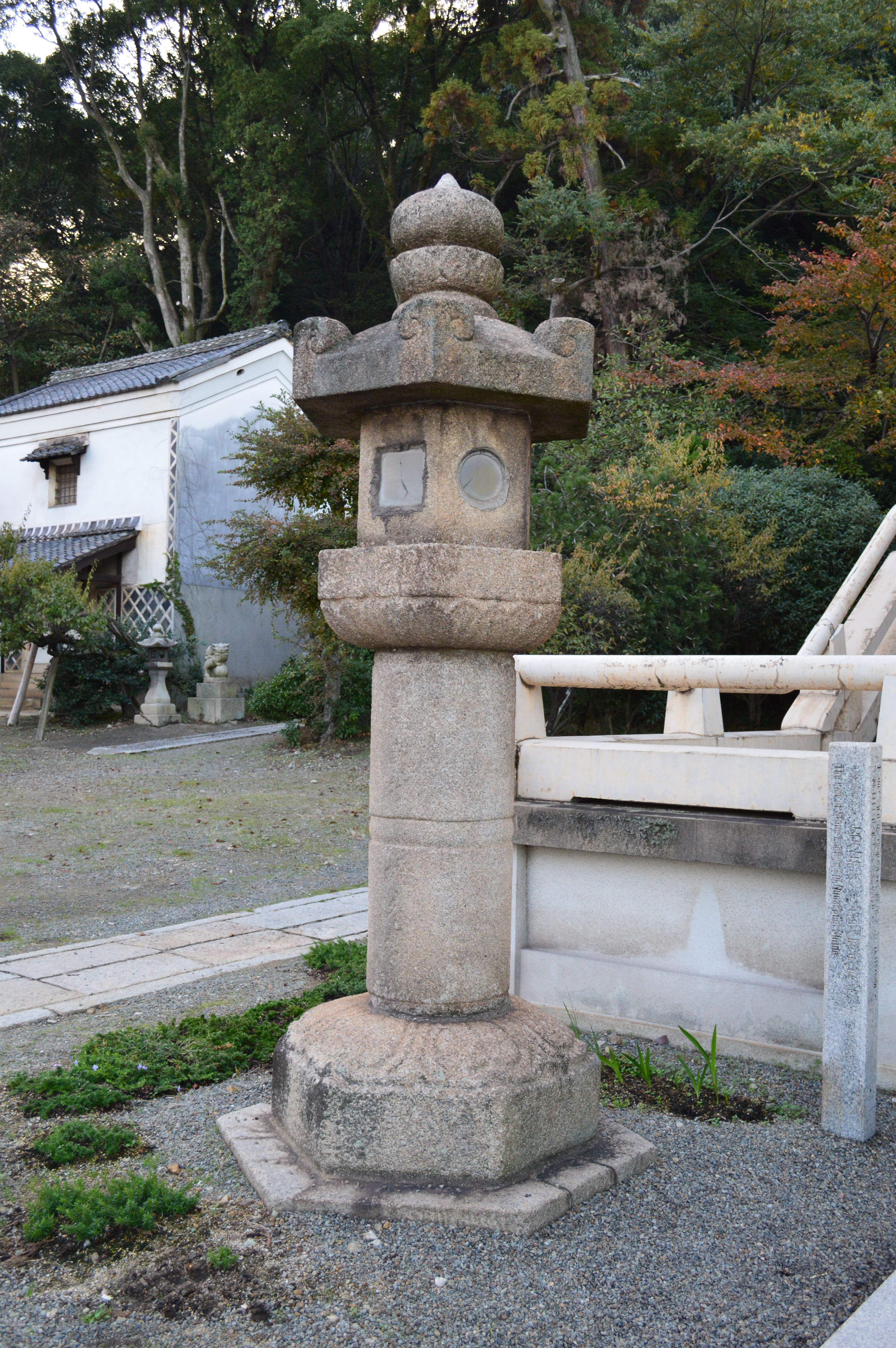
石燈籠（本殿向かって左、福山市指定文化財）
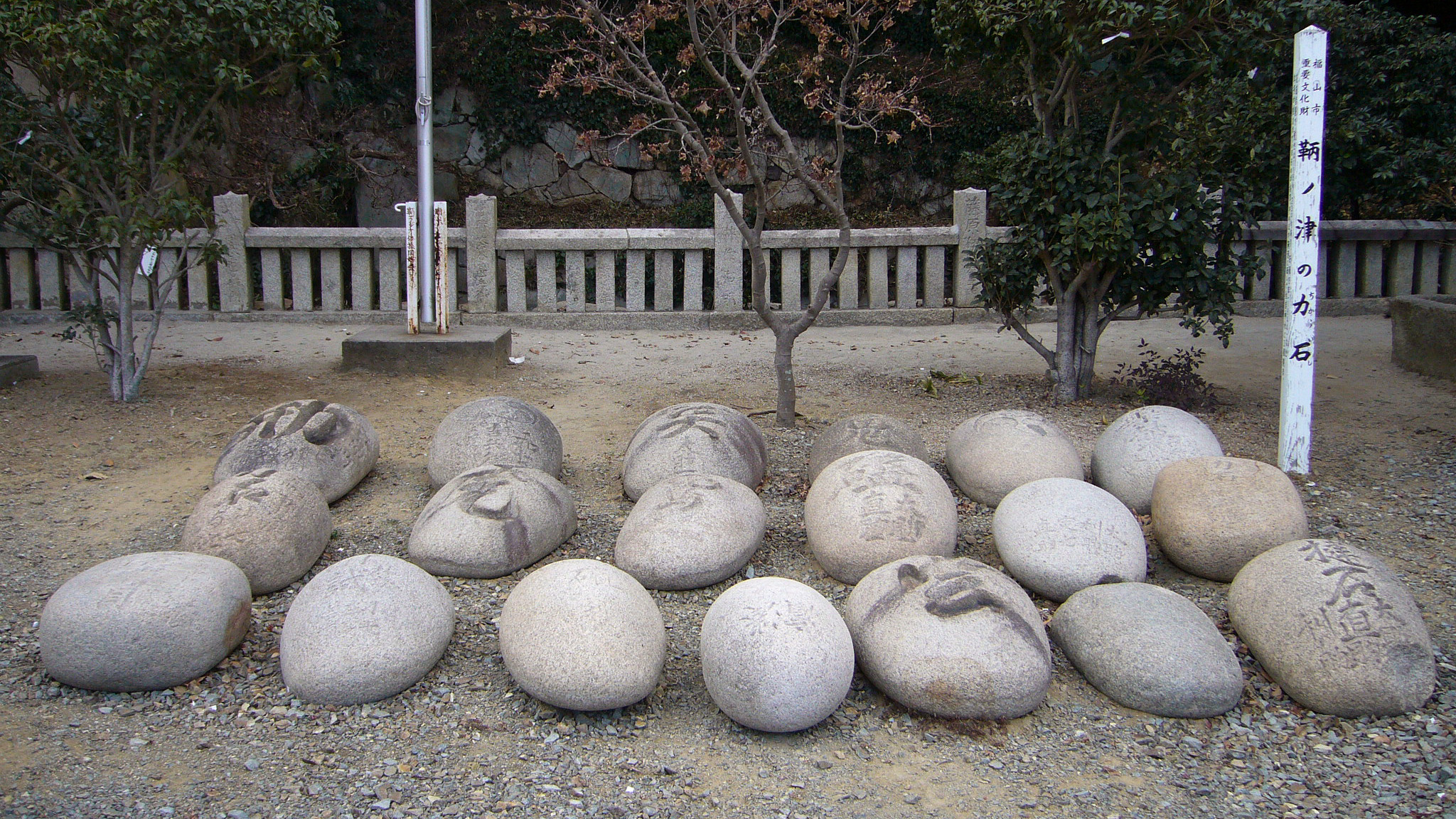
力石（福山市指定文化財）
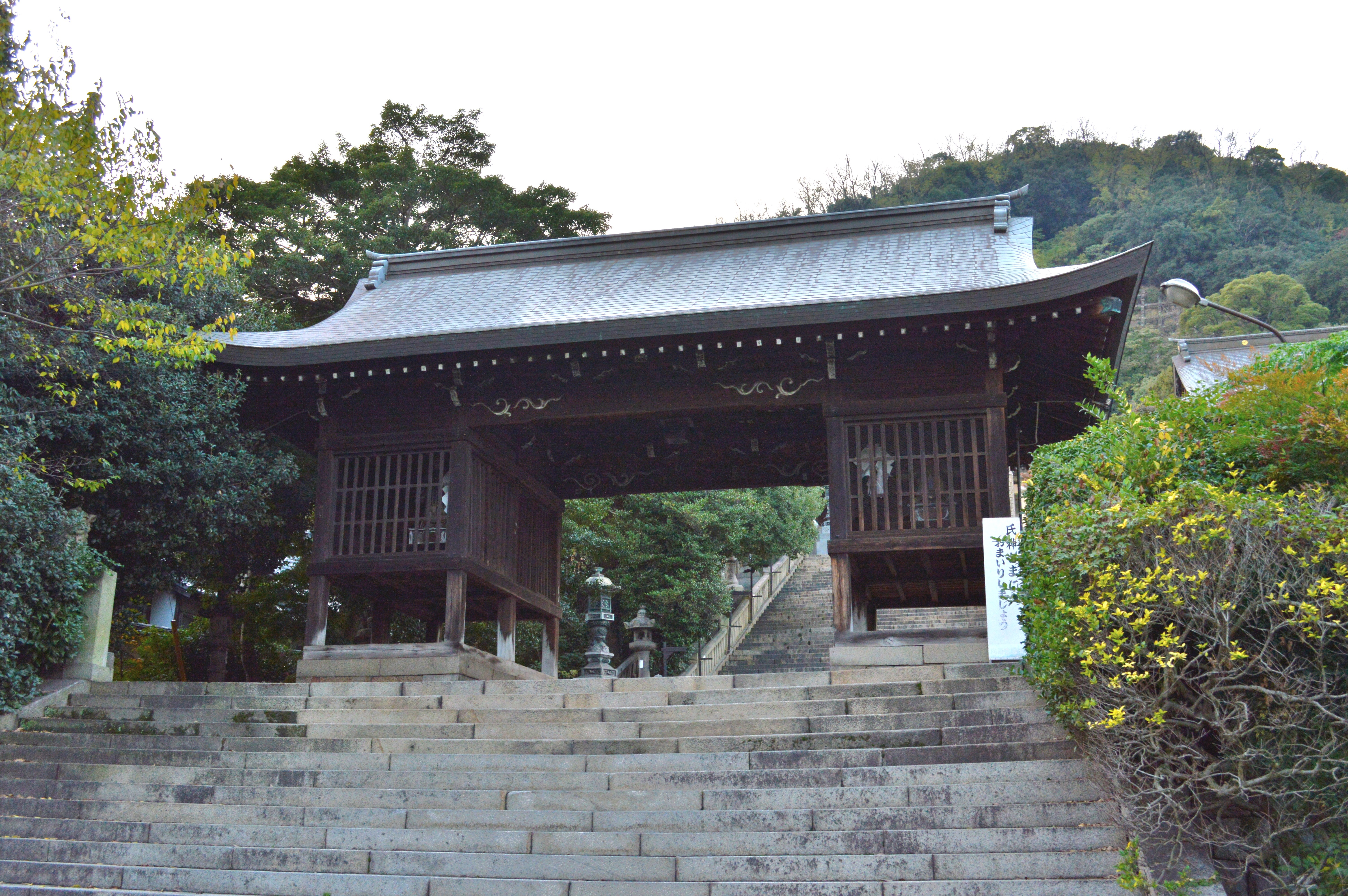
随身門
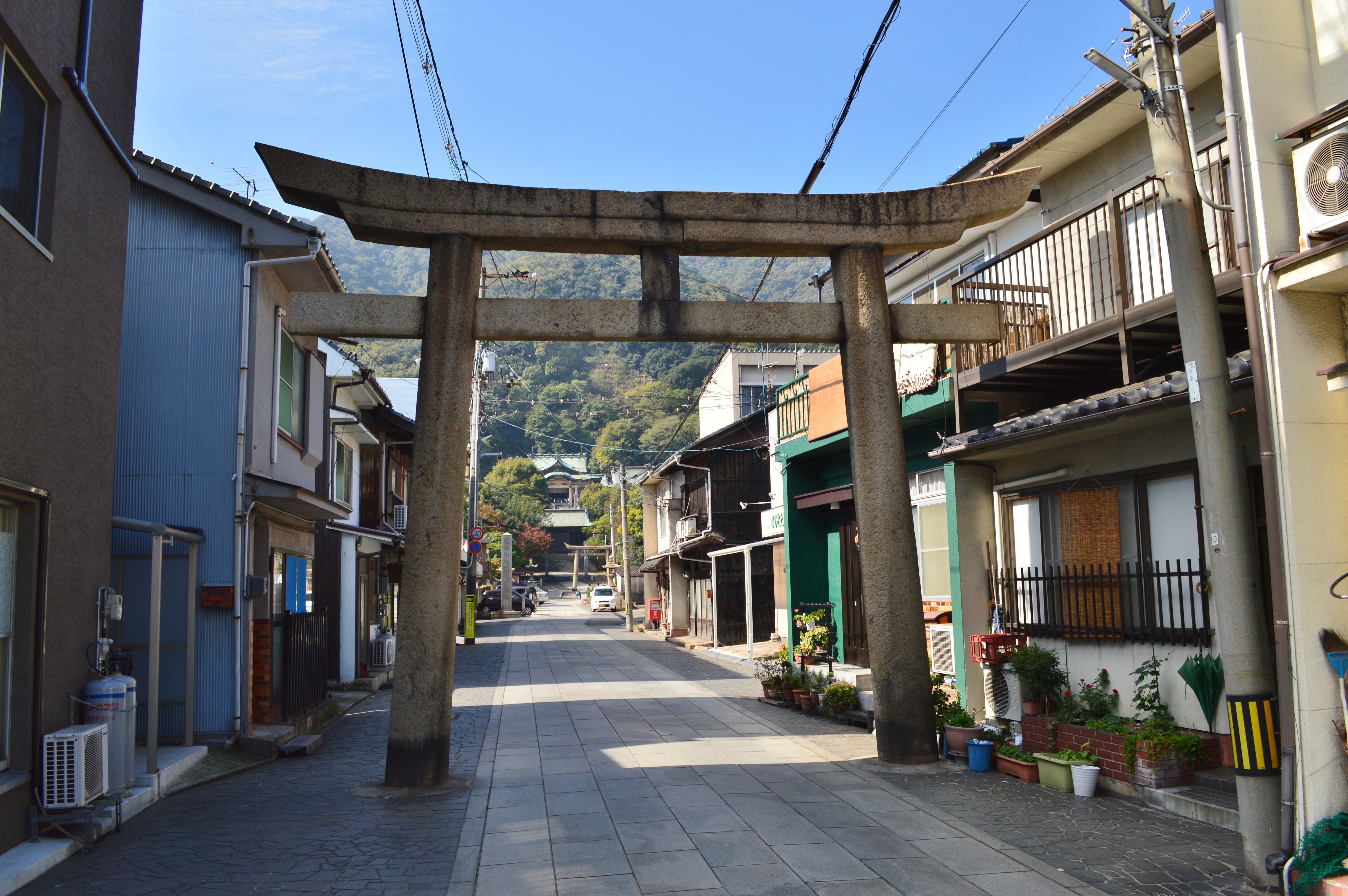
第一鳥居
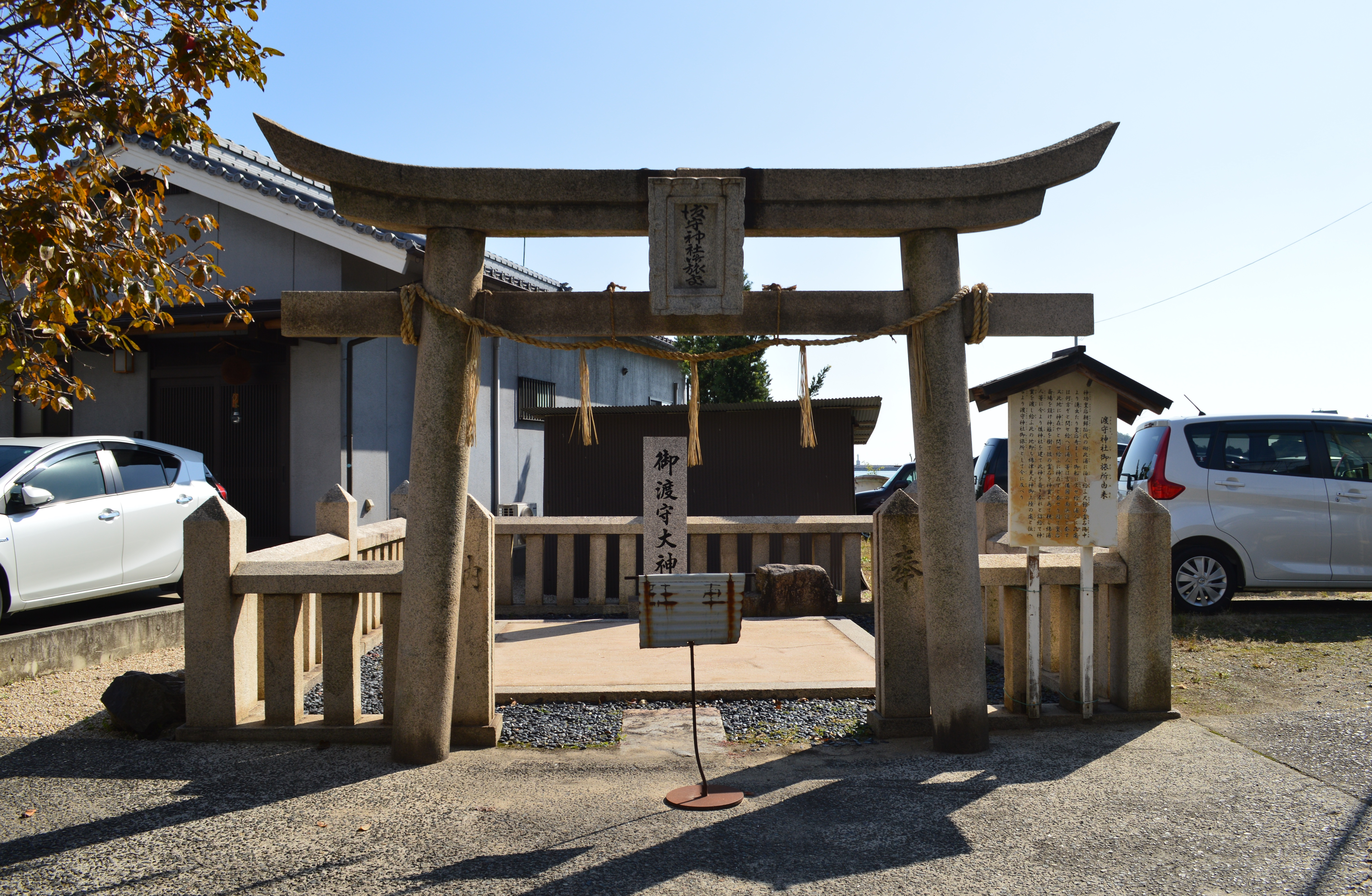
渡守神社御旅所（鞆町鞆）

## 摂末社

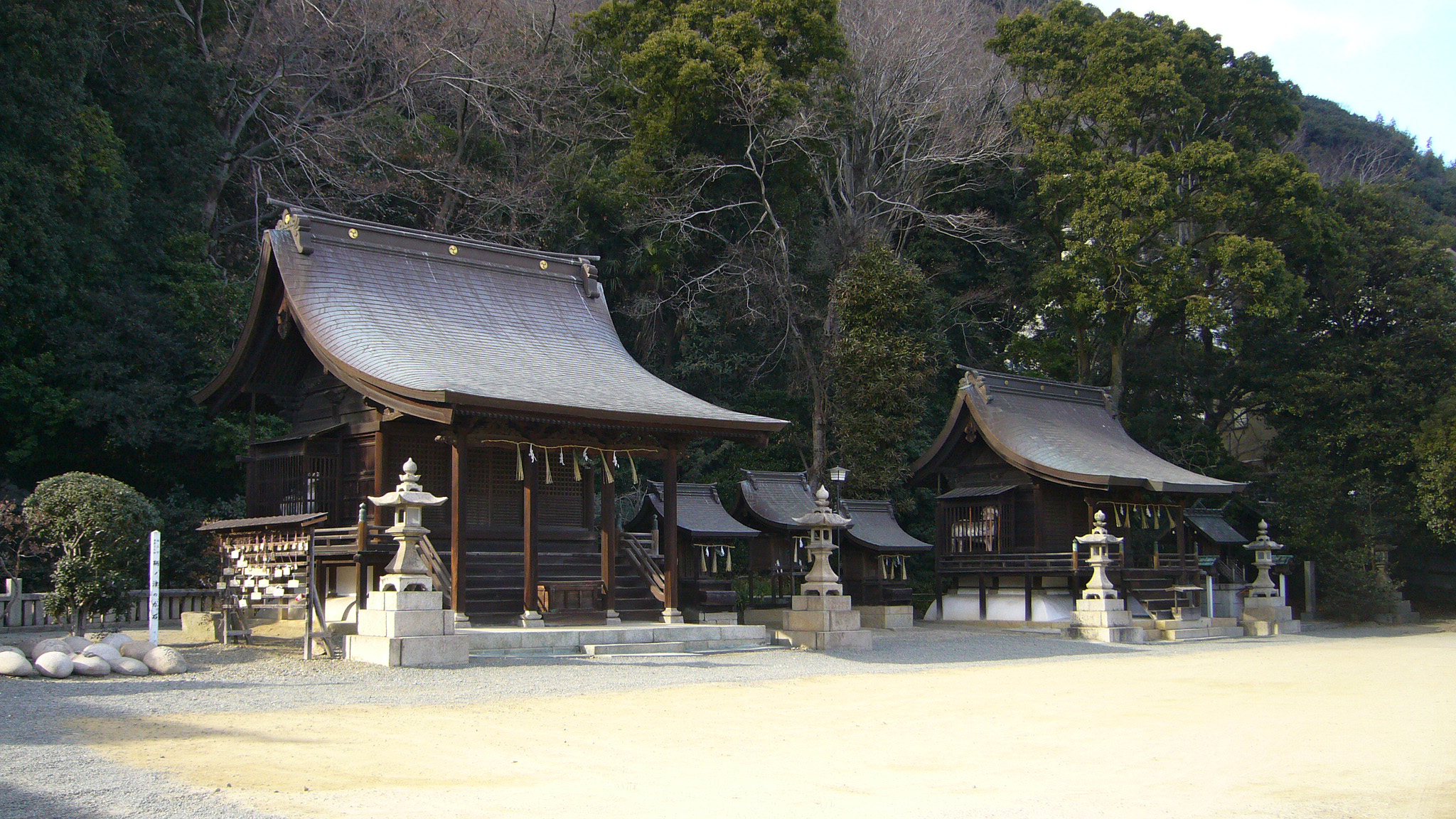
境内社左手から八幡社、竈社・塞社、松尾神社・稲荷社・地主社、厳島社・艮社、渡守社、護国社。

- 八幡社[11]
- 竈社・塞社
- 松尾神社・稲荷社・地主社
- 厳島社・艮社
- 渡守社 - 本社に合祀以前の旧社殿。
- 護国神社
- 天満宮
- 祖霊社

## 祭事

### 年間祭事
- 月首祭 （毎月1日）[12]
- 月次祭 （毎月14日）
- 元旦祭 （1月1日）
- 祈年祭 （2月17日）
- 例祭 （5月2日）
- 大祓式 （6月30日）
- 夏祭
  - 神幸祭 （7月第2日曜）
  - 還幸祭 （7月第3日曜）
- 秋祭（渡守神社例祭） （9月第3月曜前の金曜から日曜）
- 新嘗祭 （11月23日）

### 特殊神事
お弓神事
2月第2日曜。境内社の八幡社の祭礼で、本来は旧暦1月7日に行われた神事である。祭員は親弓主・子弓主1名ずつ（成人）、小姓2名（男子）、矢取り2名（幼児）。古式に則り儀式が行われたのち、舞台から前方の的に向かって矢が射られる。この神事は年頭に邪鬼を祓う破魔弓が変化したものとされ、市の無形民俗文化財に指定されている。
お手火神事
「おてびしんじ」。7月第2日曜前夜。鞆祇園宮に関する祭礼で、同宮の神輿渡御に先立つ祓いの行事である。かつては旧暦6月4日に行われていた。祭事では、随身門に置いた大手火に神火を灯し、この大手火を拝殿まで1時間かけて持ち上げる。そして神輿を出して拝殿に納めたのち、大手火は境内・町内を練って不浄を清める。この神事は市の無形民俗文化財に指定されている。

## 文化財

### 重要文化財（国指定）
- 能舞台（建造物） - 1953年（昭和28年）11月14日指定[9]。

### 広島県指定文化財
- 重要文化財（有形文化財）
  - 鳥居（建造物） - 江戸時代初期、寛永2年（1625年）の造営。1957年（昭和32年）2月5日指定[10]。

### 福山市指定文化財
- 重要文化財（有形文化財）
  - 石燈籠 1対（建造物）
江戸時代初期、慶安4年（1651年）の造営。1967年（昭和42年）1月31日指定[6]。
  - 能面並びに箱類（工芸品）
いずれも桃山時代のもので、福山藩初代藩主の水野勝成が寄進したものである。元は勝成が徳川秀忠から能舞台と共に豊臣秀吉の愛用品を拝領したものという。翁面は縦19.39センチメートル、横16.06センチメートルで、桃山時代の作風が見られる。また面箱は転用されたもので、中国・明代の風俗図の漆地に金蒔絵が施されている。外箱はこの面箱を保存するための箱で、蓋裏の墨書から永禄8年（1565年）に当社社家の中須賀氏の調製によるものとされる。1967年（昭和42年）1月31日指定[15]。
  - 千種作神楽筒（工芸品）
万治3年（1660年）、福山藩3代藩主の水野勝貞が能舞台とともに寄進したものである。作者の千種（ちぐさ）は、室町時代の能面師。筒は、桐の黒漆地に鳳凰の金蒔絵が施されている。1967年（昭和42年）1月31日指定[16]。
- 有形民俗文化財
  - 鞆ノ津の力石 - 当社の20個と住吉神社の3個を合わせて指定。2000年（平成12年）9月22日指定[7]。
- 無形民俗文化財
  - お弓神事 - 1971年（昭和46年）3月31日指定[13]。
  - お手火神事 - 1973年（昭和48年）3月31日指定[14]。

## 現地情報
所在地
- 広島県福山市鞆町後地1225

開門時間
- 午前8時から午後4時

交通アクセス
- 西日本旅客鉄道（JR西日本）山陽本線および山陽新幹線 福山駅から、鞆鉄道バスで「鞆の浦」バス停下車 （乗車時間約30分、下車後徒歩10分）

周辺
- 鞆の浦
- 安国寺
- 福禅寺
- 太田家住宅・鞆七卿落遺跡
- いろは丸展示館
- 鞆の浦歴史民俗資料館
- 法宣寺

## 関連図書
- 安津素彦・梅田義彦編集兼監修者『神道辞典』神社新報社、1968年、45-46頁
- 白井永二・土岐昌訓編集『神社辞典』東京堂出版、1979年、267頁